# Бурсон
Бурсон (фр. Boursonne) насеље је и општина у североисточној Француској у региону Пикардија, у департману Оаза која припада префектури Санлис.
По подацима из 2011. године у општини је живело 294 становника, а густина насељености је износила 85,47 становника/km². Општина се простире на површини од 3,44 km². Налази се на средњој надморској висини од 140 метара (максималној 149 m, а минималној 100 m).

## Демографија
| 1962. | 1968. | 1975. | 1982. | 1990. | 1999. | 2011. |
| ----- | ----- | ----- | ----- | ----- | ----- | ----- |
| 216   | 224   | 172   | 192   | 229   | 246   | 294   |

График промене броја становника у току последњих година